# Asawino
Asawino (biał. Асавіно; ros. Осовино, Osowino) – osiedle na Białorusi, w obwodzie homelskim, w rejonie homelskim, w sielsowiecie Ciareszkawiczy, przy drodze magistralnej M8.